# 永見貞愛
永見 貞愛（ながみ さだちか、天正2年2月8日（1574年3月1日） - 慶長9年11月16日（1605年1月5日））は、安土桃山時代から江戸時代初期の人物。知立神社32代神主。

## 略歴
徳川家康の次男・結城秀康の双子の兄弟とされる。
当時は「犬畜生と同じ双子腹」が忌み嫌われていたため家康から実子として認められず、彼は夭折したことにして、母（長勝院）の実家である永見家に預けられ、そこでそのまま育った。永見氏として育った貞愛は、知立神社の神職を伯父の永見貞親から譲り受けたが、慶長9年11月16日に死去。享年31。晩年には足が不自由になっていたと伝わる。3年後には兄の秀康も亡くなった。
妻は永見貞親の娘。子に永見貞安がいる。